# حرية الكرامة (الرقة)
حرية الكرامة قرية سورية تتبع ناحية الكرامة في منطقة مركز الرقة في محافظة الرقة. بلغ عدد سكانها 3045 نسمة في عام 2004 حسب إحصاء المكتب المركزي للإحصاء.